# Markus Lassenberger
Markus Lassenberger (* 14. November 1979) ist ein österreichischer Politiker (FPÖ), und war im Zeitraum 21. Jänner 2021 bis 17. Mai 2024 1. Vizebürgermeister in der Landeshauptstadt Innsbruck.
Markus Lassenberger ist ein Exekutivbeamter der Polizei in Tirol, seit Dezember 2020 fungierte er als nicht-amtsführender Stadtrat.
Bei der Wahl des 1. Vizebürgermeisters der Stadt Innsbruck entfielen von 40 Stimmen der Gemeinderäte 16 Stimmen auf Stadträtin Elisabeth Mayr und 18 Stimmen auf Stadtrat Markus Lassenberger. Die Angelobung Lassenbergers als Vizebürgermeister erfolgte durch Landeshauptmannstellvertreter Josef Geisler.
Am 14. April 2024 erzielte Lassenberger bei der Gemeinderats- und Bürgermeisterwahl in Innsbruck mit der FPÖ-Liste „FPÖ Rudi Federspiel“  9.096 Stimmen (Anteil 15,2 %) und sieben Mandate. In der Bürgermeister-Wahl erzielte Lassenberger 9.418 Stimmen (Anteil 15,9 %) und kam damit auf den dritten Platz und somit nicht in die Stichwahl.
Seither ist Lassenberger wieder als nicht-amtsführender Stadtrat tätig.